# Cinclus schulzii
El Mirlo acuático gorgirrufo (Cinclus schulzii) es una especie de ave paseriforme de la familia Cinclidae propia de las montañas de Bolivia y Argentina.

## Distribución y hábitat
Vive a lo largo de los torrentes y arroyos rápidos y rocosos en los Andes del sur de Bolivia y el noroeste de Argentina, entre los 800 y 2500 metros de altitud. Se reproduce en zona de alisos en altitudes desde 1500 a 2500 metros.
La BirdLife International ha clasificado esta especie como "vulnerable". Las amenazas incluyen la construcción de embalses, presas hidroeléctricas y sistemas de riego. La población actual se estima en 3.000 a 4.000.